# Jean de l'Ours
Jean de l'Ours est le nom le plus courant d'une créature légendaire, née d’un ours et d’une femme, héroïne de nombreuses versions d'un conte populaire, recensé par Paul Delarue comme conte-type 301B selon la classification Aarne-Thompson. Il est particulièrement populaire dans les régions pyrénéennes.

## Thématique

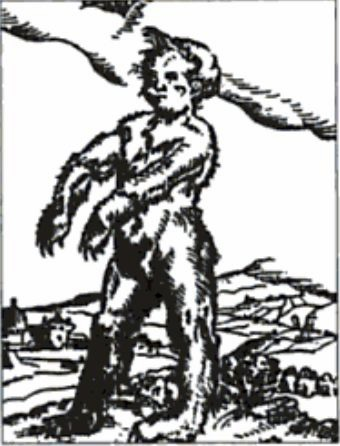
Gravure du XVe siècle montrant un hybride né d'un ours et d'une femme.

Jean de l’Ours est un être hybride, mi-humain, mi-animal, né d'une femme et d'un ours, et doté d'une force surhumaine qui lui permet de surmonter diverses épreuves. L’intérêt et la richesse du conte vient d’abord de cette nature double et des tiraillements qu’elle implique, le reste des aventures restant du domaine du conte avec les épreuves successives et le dénouement heureux ou pas selon les versions. La « folklorisation » progressive de ses différentes versions a tendu à atténuer cette nature fondamentalement duale et ambiguë du personnage, écartelé entre sa nature animale, sauvage, païenne voire satanique, et son humanité aspirant au spirituel et à la religion, pour en faire un gentil « nounours », héros positif. Dans des versions anciennes, Jean de l'Ours terrifie les gens par sa laideur et fait le mal sans le vouloir par sa force démesurée. Des récits identiques sur le fond mettent en scène le fils d'une jeune femme et d'un Maure ou Sarrasin, dernier survivant des anciens envahisseurs, sorte de brigand maléfique ayant perdu tout caractère humain ; le fils Mouret est amené à la rédemption par sa mère et l'amour d'une jeune fille. Mais, ailleurs, il finit par rejoindre son père dans le « côté sombre ». Le thème de Jean de l'Ours est l'un des plus répandus dans le monde : son extension recouvre Europe, Asie occidentale, Russie (Ivachko-Ourseau et Ivanko-Ourseau), Inde, Chine, Afrique du Nord, anciennes colonies européennes, Indiens de l'Amérique du Nord.

## Jean de l'Ours dans les Pyrénées et l’Occitanie
Dans la mythologie pyrénéenne, « Jean de l'Ours » est un des contes les plus connus. Alors qu'il disparaissait progressivement des forêts européennes, l'ours est demeuré très présent dans les Pyrénées en tant que fauve redouté, piégé, chassé, à la fois prédateur et proie. Paradoxalement, c'est le constat de sa disparition annoncée qui a retourné l'opinion générale en sa faveur. Partout dans cette chaîne de montagnes comme dans d'autres pays et dans plusieurs langues, du Juan Artz ou Xan de l’Ours des Basques jusqu'au Joan de l’Ós catalan, on retrouve l’histoire d’un enfant velu né de l’accouplement d’un ours et d’une femme. Cette histoire reflète le rôle mythologique joué par l’ours qui est lié à la fécondité, en Europe comme ailleurs. Dagmar Fink mentionne qu'en Arles-sur-Tech (Pyrénées-Orientales), le jour de la Chandeleur, un homme déguisé en ours pourchasse et ravit une jeune fille nommée Roseta, et l'entraîne dans sa « caverne ». Arnold van Gennep rapporte plusieurs de ces rites de fécondation printaniers dans son Manuel de folklore français, signalant toutefois que le déguisement en ours est propre aux Pyrénées, et que l'ours est le personnage essentiel des fêtes de carnaval dans le Vallespir. La mythologie basque assimile parfois Jean de l'Ours à Basajaun (le « seigneur sauvage »), personnage mythique fort, poilu et sauvage, vivant lui aussi dans les Pyrénées, le plus souvent dans la forêt d'Iraty.
Au-delà du domaine pyrénéen, Jean de l’Ours révèle une forte présence dans le domaine occitan. Philippe Gardy écrit : « Il semble néanmoins avoir été considéré, depuis plus d’un siècle, comme un récit caractéristique de cette langue et de cette culture, à tel point que le personnage de Jean de l’Ours a pu apparaître aux yeux de certains comme un, voire « le » héros par excellence des Pays d’Oc ». Cette étude s’appuie sur les multiples versions recueillies en pays d’Oc et sur la littérature des XIXe et XXe siècles, notamment Valère Bernard et sa Legenda d’Esclarmonda dont la réédition en 1974 s’intitula La Légende de Jean de l’Ours.
Les thèmes de Jean de l'Ours et de l'ours amoureux d'une femme sont évoqués par le folkloriste Roger Maudhuy dans Mythes et légendes de l'ours (éditions Pimientos, 2012). Cet ouvrage contient de nombreuses autres légendes « ursines ».

## Différentes versions
La structure générale du conte se compose, schématiquement, de plusieurs épisodes dont les contenus peuvent varier, mais où l'on retrouve des éléments constants. Paul Delarue (le Conte populaire français), suivant Aarne-Thompson, l'a classé comme conte-type (301 B - Adversaire surnaturel) dans la catégorie « Les princesses délivrées du monde souterrain », dans laquelle l'origine ursine du héros, bien que majoritaire, n'est pas déterminante (il existe de nombreuses versions où le personnage est un soldat).
- Une jeune fille, ou jeune femme, est enlevée par un ours d'une taille prodigieuse. Il l'enferme dans une caverne en roulant un énorme rocher devant l'entrée, il lui apporte à manger, à boire, de quoi se vêtir. Au bout de plusieurs mois, la jeune femme met au monde un enfant fils de l'ours, velu et fort comme son père : Jean de l'Ours. L'enfant grandit très vite et lorsqu'il est devenu assez fort, il pousse le rocher et fuit avec sa mère. Dans certaines variantes les origines de Jean de l'Ours sont moins clairement définies (la femme déjà enceinte met au monde l'enfant après avoir simplement vu l’ours — mais on sait les connotations sexuelles qu’implique l’expression « elle a vu l’ours », comme « elle a vu le loup »).
- Il commence une vie nouvelle parmi les hommes, avec  des fortunes diverses (grâce à sa force, il rend de nombreux services, mais il tue ses camarades d'école sans le vouloir, etc.). Apprenti chez un forgeron (il brise une enclume d'un seul coup), il dépasse vite son maître et se fabrique une canne de fer d'un poids considérable, de cinq cents livres à plusieurs quintaux. Comme dans la plupart des contes, chiffres et unités ont une valeur plus symbolique que réelle. Le personnage s'appelle parfois Jean Bâton de Fer. Parfois la canne n'est pas de fer, mais d'un tronc de chêne tout aussi imposant.
- Jean de l'Ours part pour courir le monde. Chemin faisant, il rencontre deux ou trois gaillards d'une force phénoménale, chacun dans sa spécialité[14], qui vont l'accompagner.
- Parvenus dans un château mystérieux, ils s'y installent et y font la rencontre d'un personnage d'aspect variable, toujours maléfique, souvent identifiable au diable, qui les défie et les bat l'un après l'autre, mais il ne peut vaincre Jean de l'Ours et lui révèle le secret : une (ou plusieurs) princesses sont prisonnières dans un palais souterrain.
- Jean de l'Ours descend au fond d'un puits vertigineux, doit surmonter de nouvelles épreuves, affronter des monstres, pour enfin délivrer la princesse. Ses compagnons l'ayant abandonné, Jean de l'Ours et sa princesse ne peuvent regagner la surface qu'en montant sur le dos d'un oiseau gigantesque (généralement, une aigle, parfois un Oiseau Roc). Il doit nourrir l'oiseau de viande pendant la longue remontée. À la fin, Jean de l'Ours se taille lui-même un morceau de sa cuisse pour arriver au terme de l'ascension[15]. Il épousera bien sûr la princesse, tandis que les compagnons ingrats ont disparu, sont punis, ou pardonnés selon les versions.

## Légendes et réalités

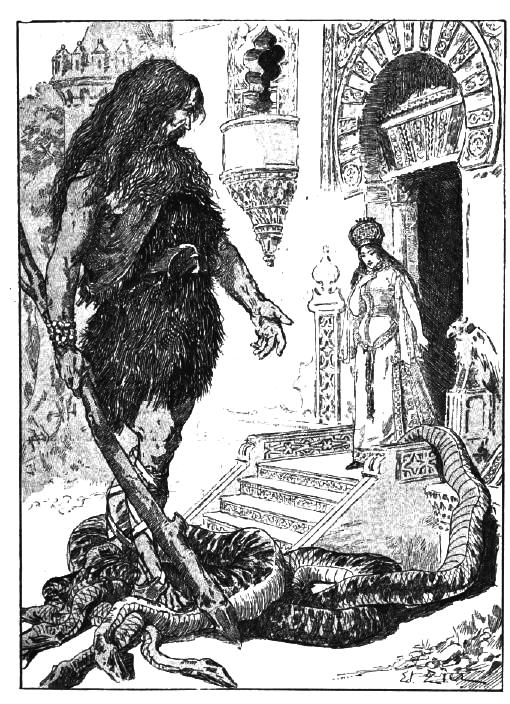
Illustration d'Édouard Zier représentant Jean de l'Ours (1885).

Jean de l'Ours est reconnu par la plupart des narrateurs comme un conte, c'est-à-dire mettant en scène des personnages et des événements acceptés comme totalement fictifs. Mais compte tenu de sa proximité avec des êtres à caractère plus ambigu, comme le Basajaun, dont l'existence réelle pouvait être une croyance populaire (à défaut d'une certitude), on l'a parfois classé parmi les « hommes sauvages » typiquement montagnards, comme le Yéti de l'Himalaya, l'Almasty du Caucase, le Bigfoot ou le Sasquatch américains, et bien d'autres. Des exégètes modernes ont cherché et proposé des théories tentant de justifier l'existence de telles créatures, notamment par la survivance de Néandertaliens, ou bien des maladies ou malformations pathologiques.
On a parfois estimé que cette croyance résultait d'un anthropomorphisme de l'ours, en raison de son attitude proche de l'homme quand il se redresse sur ses pattes arrière. Dans certaines légendes, le pic du Midi d'Ossau représente la tête de Jean de l'Ours. D'un point de vue toponymique dans les Pyrénées, Jean est parfois considéré comme une déformation francisée de « gens » ou « géants », hypothèse qui ne fonctionne évidemment qu'en langue française, donc pas antérieure au XIXe siècle, et non dans les différents dialectes occitans ou hispaniques.
Jean-Jacques Rousseau a écrit à propos de ces hommes sauvages en 1754 dans son Discours sur l’origine de l’inégalité entre les hommes. Comme Carl von Linné, il classait ces êtres sauvages dans l'espèce Homo ferus. Il décrit des humains marchant à quatre pattes, ne sachant pas parler et velus comme des ours. En 1776, c'est l’ingénieur Leroy, chargé de la Marine royale et de l’exploitation des forêts d’Aspe, qui fait part dans ses mémoires d'êtres humains sauvages dans les forêts d’Iraty et d’Issaux. Il décrit même un homme velu d'environ trente ans. Il est possible qu'il fut atteint d’hypertrichose (syndrome d’Ambras). La probable réalité des faits évoqués par l'ingénieur Paul-Marie Leroy rejoignait donc en partie la légende, sans la justifier totalement puisque la légende est bien antérieure. D'après certains, les légendes de Basajaunak tireraient leur origine de la rencontre des proto-Basques arrivés il y a environ 40 000 ans, avec les derniers Néandertaliens. Hypothèse difficile à concilier avec la tradition basque qui voit dans les Basajaunak les « inventeurs » de l'agriculture (apparue au Néolithique). Sans aller jusqu’à ces cas extrêmes, l’histoire de la femme sauvage du Vicdessos, dont l’épilogue se passe en 1808, semble démonter que la cohabitation entre un humain et des ours est une chose possible.
Le montreur d'ours Jean Pezon (1831-1874) fut surnommé « Jean de l'Ours ».

## Jean de l’Ours dans la littérature
Le rapt de la femme par un ours demeure un thème universel. Il n’est pas étonnant de le retrouver dans la littérature, soit dérivant d’une des versions du conte, soit variation purement littéraire. En 1868, Prosper Mérimée publie Lokis, une nouvelle racontant le mariage d’un mystérieux comte, qui apparaît être né à la suite du viol de sa mère, et vraisemblablement par un ours, ces éléments étant progressivement révélés, jusqu’à l’épilogue où les instincts bestiaux du personnage reprennent le dessus. Cette nouvelle est écrite à la suite d'un voyage de Mérimée en Lituanie et dans les pays baltes où le conte (voire la légende) avait cours.
Dans la littérature contemporaine, plusieurs romans évoquent ce personnage, notamment Lucie au long cours d'Alina Reyes en 1990 et La femme et l’ours de Philippe Jaenada en 2011. Joy Sorman, dans La Peau de l’Ours paru en août 2014, raconte l’histoire d’un être hybride né de l’accouplement d’un ours et d’une femme, dans les exactes conditions initiales du conte.
Marcel Schneider a repris le thème dans sa nouvelle intitulée Le Roi Ourson et ses Rougeoyants.

#### Sur Wikisource
Jean de l’Ours dans Littérature orale de la Haute-Bretagne de Paul Sébillot.